# Walter Brown (zanger)
Walter Brown (Dallas, 17 augustus 1917 - Lawton, juni 1956) was een Amerikaanse jazz- en blueszanger en songwriter.

## Carrière
Brown trad aanvankelijk op in cafés in Kansas City. Van 1941 tot 1945 werkte hij als bandzanger bij het orkest van Jay McShann, waarin in 1941 ook de jonge Charlie Parker speelde. In april 1941 ontstonden in Dallas opnamen van Brown en McShann, waarbij voor Decca Records onder andere de vocale nummers Hootie Blues en Confessin' the Blues ontstonden. Laatstgenoemde song, geschreven door Brown en McShann, werd een hit voor beiden en vestigden de naam van de orkestleider landelijk. Later werden de songs ook gecoverd door Wynonie Harris, B. B. King, Little Walter, Chuck Berry, Joe Williams, Esther Phillips en The Rolling Stones (12×5, 1964). Verdere opnamen van Brown met het McShann-orkest ontstonden van 1941 tot 1943 in Chicago en New York (Lonely Boy Blues) en radio-opnamen uit de club Plantation in Los Angeles in maart 1944.
Brown verliet in 1944 plotseling de McShann-band, waar hij werd vervangen door Jimmy Witherspoon. Terug in Kansas trad hij op als hoofdattractie in een revue in het Chez Paree en streefde hij naar een solocarrière, echter zonder veel succes. In 1945 ontstonden opnamen met het Skip Hall-orkest (Susie May en (I Love My Baby) I'm A Liar If I Say I Don't). In 1947 nam hij in New York Open the Door, Richard op met Tiny Grimes voor Signature Records en in Houston met McShann in een kleinere bezetting voor Mercury Records W.B. Blues/Sloppy Drunk. De laatste opnamen van Brown met McShanns Band (onder andere met Harold Ashby en Ben Webster) ontstonden in Kansas City voor Capitol Records in april en oktober 1949.

## Discografie
- 1981: Walter Brown with the Jay McShann Band: Confessin' the Blues (Affinity Records)
- 1992: Jay McShann Orchestra Featuring Charlie Parker & Walter Brown: Blues from Kansas City  (GRP Records)
- ????: The Chronological Walter Brown 1945-1947 (Classics)
- ????: The Chronological Walter Brown 1947-1951 (Classics)

- Biblioteca Nacional de España: XX1463538
- Bibliothèque nationale de France: cb13950458k (data)
- Gemeinsame Normdatei: 13433809X
- International Standard Name Identifier: 0000 0000 5936 5558
- Library of Congress Control Number: n94078704
- MusicBrainz: 5980fbb4-3591-4308-bfdc-048d38be402e
- Istituto Centrale per il Catalogo Unico: PCMV005407
- Virtual International Authority File: 37107714
- WorldCat: E39PBJqfC6yDMDMdBC93KHgdwC